# Homotherium
Homotherium – wymarły rodzaj ssaków z rodziny kotowatych. Zamieszkiwał Amerykę Północną, Eurazję, Afrykę oraz Amerykę Południową od pliocenu do plejstocenu, istniejąc przez około 4 mln lat. Rodzaj wymarł w Afryce około 1,5 mln lat temu. Najmłodsze szczątki pochodzące z Eurazji, z miejsca gdzie obecnie jest Morze Północne, datowano na 28 tys. lat. W Ameryce Południowej Homotherium jest reprezentowane przez tylko kilka egzemplarzy z Wenezueli, które pochodzą ze środkowego plejstocenu.

## Taksonomia i występowanie
Grecka nazwa Homotherium (ὁμός, homos, "jednakowy") i  θηρίον, therion, "bestia") zostały zaproponowane przez Emilio Fabriniego (1890), bez podania etymologii, jako nowy podrodzaj Machairodus, którego charakterystyczną cechą była duża przerwa pomiędzy dolnymi przedtrzonowcami.
Linia Homotherium oddzieliła się od rodzaju Smilodon około 18 mln lat temu wedle badań mitochondrialnym DNA. Homotherium najprawdopodobniej pochodzi od rodzaju Machairodus, a pojawiło się na przełomie miocenu i pliocenu ok. 4–5 mln lat temu. Podczas plejstocenu występowało w wielu miejscach Eurazji, Ameryki Północnej i do około 1,5 mln lat temu również Afryki. Szczątki H. crenatidens zostały przypadkowo wydobyte z dna Morza Północnego (w czasie bagrowania), które w czasie ostatniego zlodowacenia było płaską równiną pełną rzek. W Wenezueli odkryto skamieniałości liczące 1,8 mln lat, co jest bezpośrednim dowodem na to, że koty te były w stanie zasiedlić Amerykę Południową podczas wielkiej wymiany amerykańskiej. Szczątki te posłużyły do utworzenia holotypu H. venezuelensis. To, jak długo tam przetrwały, pozostaje nieznane. Rodzaj istniał w Eurazji aż do około 28 tysięcy lat temu.
W Eurazji występowało kilka gatunków wyznaczonych głównie na podstawie różnic w rozmiarze ciała, kształcie i wielkości górnych kłów: H. latidens, H. nestianus, H. sainzelli, H. crenatidens, H. nihowanensis i H. ultimum. Biorąc pod uwagę rozbieżność tych cech u współczesnych kotowatych, wielu badaczy uważa jednak, że wszystkie one stanowią jeden gatunek – H. latidens.
Dwa gatunki ze środkowego plejstocenu z Afryki: H. ethiopicum i H. hadarensis również niewiele się różnią od gatunków euroazjatyckich. Na kontynencie afrykańskim rodzaj wymarł około 1,5 mln lat temu. W Ameryce Północnej bardzo podobny gatunek (H. serum) istniał poprzez późny pliocen aż do późnego plejstocenu. Jednakże badania morfologiczne i genetyczne sugerują, że wszystkie gatunki od późnego plejstocenu powinny być uznawane za ten sam gatunek H. latidens. Szczątki były znajdowane prawie na całej szerokości i długości kontynentu, od Alaski aż po Teksas. W swoim południowym zasięgu rodzaj koegzystował z rodzajem Smilodon, na północy był jedynym kotem szablastozębym. Początkowo amerykańskie Homotherium było opisane pod nazwą Dinobastis.
Pomimo swojego ogromnego zasięgu szczątki Homotherium są stosunkowo rzadkie. Jednym z najsłynniejszych miejsc, gdzie zostało znalezione, jest Friesenhahn Cave w stanie Teksas. Pośród setek młodych mamutów, kilku wilków Canis dirus odkopano 30 osobników Homotherium.
Oryginalnie rodzaj Dinobastis został stworzony przez Cope'a (1893). Gatunkiem typowym został Dinobastis serum. Później Matthew zsynonimizował go z Smilodon (1910), a następnie Churcher (1966), Schultz et al. (1970), Kurten i Anderson (1980), Churcher (1984) oraz Dalquest i Carper (1988) złączyli go z rodzajem Homotherium.

## Opis
Homotherium osiągało około 1,1 m wysokości w kłębie, co przy masie około 190 kg sprawiało, że ogólny rozmiar zwierzęcia był porównywalny do samca lwa afrykańskiego. W porównaniu do rodzajów Smilodon i Megantereon miało krótkie i płaskie kły, które i tak były dłuższe niż u jakiegokolwiek współczesnego kota. Siekacze i dolne kły tworzyły perfekcyjną strukturę do łapania i przebijania zdobyczy, u współczesnych kotów taka konstrukcja występuje tylko u tygrysa. Pomaga ona w podnoszeniu zdobyczy. Trzonowce były dość słabe, co sugeruje słabą umiejętność łamania kości. Czaszka była dłuższa od tej u Smilodona i miała wyraźny grzebień, do którego przyczepione były mięśnie żuchwy. Szczęki miały skierowane ku przodu i dołowi kołnierze kostne, które chroniły kły. Kły były bardziej przystosowane do rozrywania niż przebijania. Badanie z 2018 przeprowadzone przez Figueirido ze współpracownikami ustaliło, że Homotherium potrafiło trzymać ofiarę przy jednoczesnym zadawaniu obrażeń kłami, w sposób podobny do współczesnych lwów (podobieństwa morfologiczne również wspierają tę hipotezę). Jest to kompletnie inny sposób niż ten u Smilodona, co sugeruje specjalizację do różnych nisz.
Homotherium przypominało kota, choć posiadało pewne cechy kompletnie odrębne. Zwierzę miało niespotykane proporcje kończyn, przednie były dłuższe i masywniejsze, co upodobniało je do hieny. Tylna część była dość krótka ze stopami, na których zwierzę mogło częściowo się opierać (stopochodność), co sprawiało, że zad opadał do dołu. Budowa tylnych kończyn pozwalała na dosyć umiarkowane skoki. Okolice miednicy, wliczając w to kręgi krzyżowe, przypominały te u niedźwiedziowatych. Ogon składał się z 13 kręgów, o połowę mniej niż u reszty kotów.
Wyjątkowo duże, kwadratowe nozdrza przypominające te u geparda wskazują na adaptacje ku większej pojemności płuc, która pomagała w intensywnym bieganiu. Badania genetyczne przeprowadzone w 2020 roku również wzmacniają hipotezę o prowadzeniu bardzo intensywnego stylu polowania. Duże oczodoły i rozwinięta kora wzrokowa również wskazują na ten styl życia.
Badania genetyczne wykazały obecność genów kojarzonych z dziennym trybem życia, co jest nietypowe u kotów. Dodatkowo wskazują one na cechy związane z interakcjami społecznymi, być może takimi jak u lwów.
Ubarwienie nie jest znane, ale etolog William Allen stworzył hipotezę o kolorystyce podobnej do lwów, bazował on na preferencji ku otwartym terenom, choć niektóre populacje zamieszkiwały gęsto zalesione tereny jak np. wyspy indonezyjskie.

## Ekologia
Homotherium prawdopodobnie wymarło podczas zniknięcia megafauny pod koniec plejstocenu. W Ameryce Północnej szczątki wskazują na mniejszą gęstość zasiedlenia niż u Smilodon. Uważa się, że zasiedlało ono tereny bardziej na północy i było bardziej przystosowane do zimnego klimatu i warunków stepu mamuciego. Zredukowane pazury, dosyć smukłe kończyny i wygięty grzbiet sugerują predyspozycje ku bieganiu długodystansowemu w otwartym środowiska.
Analizy genetyczne wskazują na przystosowania do życia społecznego i biegania na długie dystanse. Również wskazują na dość dużą różnorodność genetyczną populacji, co sugeruje dużą migrację populacji i wzajemne mieszanie się. Wzmacniałoby to wcześniejsze przesłanki o zasiedlaniu terenów arktycznych, które znane są z sezonowości pożywienia, wymuszającej migracje na duże odległości. Badania te również wykazały dzienny tryb życia.
Afrykańskie gatunki Homotherium mogły polować na trąbowce takie jak Deinotherium, zapewne atakując młodociane osobniki lub cielęta. Z racji długich kłów przebicie grubej skóry tego typu ofiary byłoby o wiele szybsze i efektywniejsze niż w przypadku współczesnych lwów.
Znaleziska ze Friesenhahn Cave w Teksasie, pośród których znalazło się 400 młodocianych mamutów oraz kilkadziesiąt przedstawicieli Homotherium w każdym wieku (od dorosłych do kociąt), wskazują na specjalizację w kierunku zabijania bardzo dużych ofiar. Dowody, w tym genetyczne, świadczące o życiu w stadach pozwalają przypuszczać dość osobliwą technikę polowania: stado zaganiało młodego mamuta, a następnie pożerało jego resztki w jaskiniach, z dala od innych drapieżników. Rodzaj wyróżniał się bardzo dobrym zmysłem wzroku, który w rejonach arktycznych, gdzie wielokrotnie znajdywano szczątki, byłby bardzo przydatną adaptacją. Wygięte plecy w połączeniu z silnym odcinkiem lędźwiowym umożliwiały podnoszenie dużych ciężarów, a złamane kły, które są niesamowicie częstym zjawiskiem u innych kotów szablozębnych, praktycznie nie występują. Możliwe jest, że stadny tryb życia i polowania zmniejszał ryzyko tych urazów. Dodatkowo ślady zębów na kościach mamutów z Friesenhahn idealnie pasują do tych z rodzaju Homotherium, pokazują one efektywne wykorzystanie zdobyczy oraz zaciąganie jej do jaskini. Resztki mamutów są wyraźnie rozczłonkowane, Homotherium w ten sposób mogło efektywniej przenosić zdobycz do jaskiń lub nor, aby uchronić je przed Canis dirus czy lwem amerykańskim.